# جوشوا هيدلي
جوشوا هيدلي (بالإنجليزية: Joshua Hedley) هو مغني وعازف كمان أمريكي، ولد في 1985 في نيبلز في الولايات المتحدة.

## وصلات خارجية
- الموقع الرسمي
- جوشوا هيدلي على موقع ميوزك برينز (الإنجليزية)
- جوشوا هيدلي على موقع ديسكوغز (الإنجليزية)